# Progress slider
Un progress slider est un composant d'interface graphique qui combine les fonctions d'une barre de progression et d'un slider. Le progress slider indique l'état d'avancement d'une activité comme le fait une barre de progression et, de plus, il permet à l'utilisateur d'entrer une valeur numérique dans le programme qui l'affiche.
Les progress sliders sont particulièrement populaires dans les lecteurs audio et vidéo. Dans ces programmes, ils
- affichent le progrès du téléchargement d'un fichier audio ou vidéo dans la mémoire tampon au moyen du remplissage d'une échelle par une barre de couleur contrastante ;
- affichent le progrès de la lecture du fichier audio ou vidéo au moyen d'un curseur sur l'échelle ;
- permettent de retourner en arrière ou d'avancer dans la lecture du fichier en déplaçant le curseur du progress slider au moyen du curseur de la souris.